# جان سایکس (نوازنده)
جان سایکس (انگلیسی: John Sykes; ۲۹ ژوئیهٔ ۱۹۵۹ – ۲۰۲۴ (سال ۶۵)) گیتارنواز، آهنگساز، و خواننده اهل بریتانیا بود. وی بین سال‌های ۱۹۸۰ تا ۲۰۲۵ میلادی فعالیت می‌کرد.